# 토론토의 마천루 목록

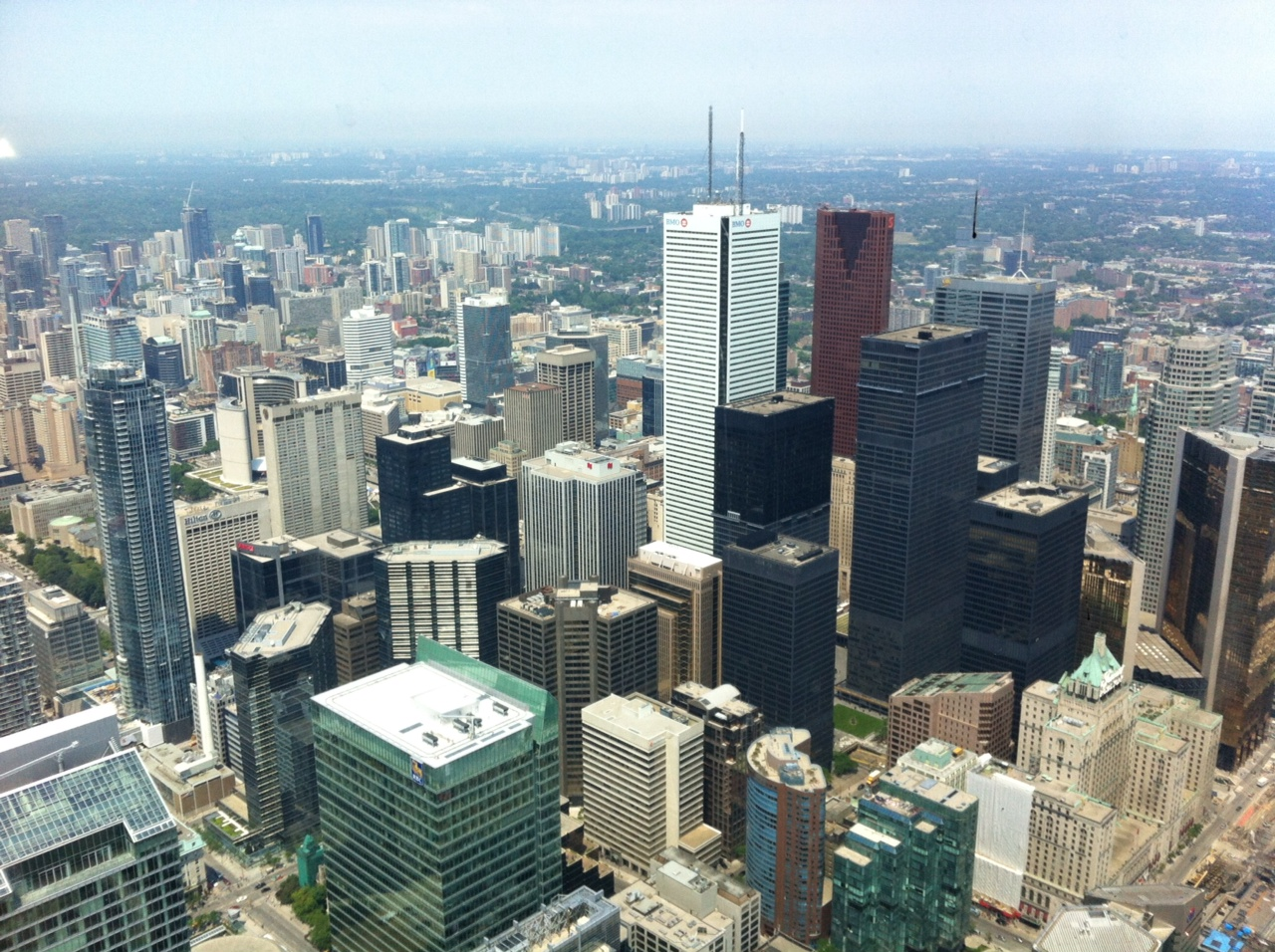
CN 타워에서 중앙 비즈니스 지구에 대한 전망 (2012년 6월)

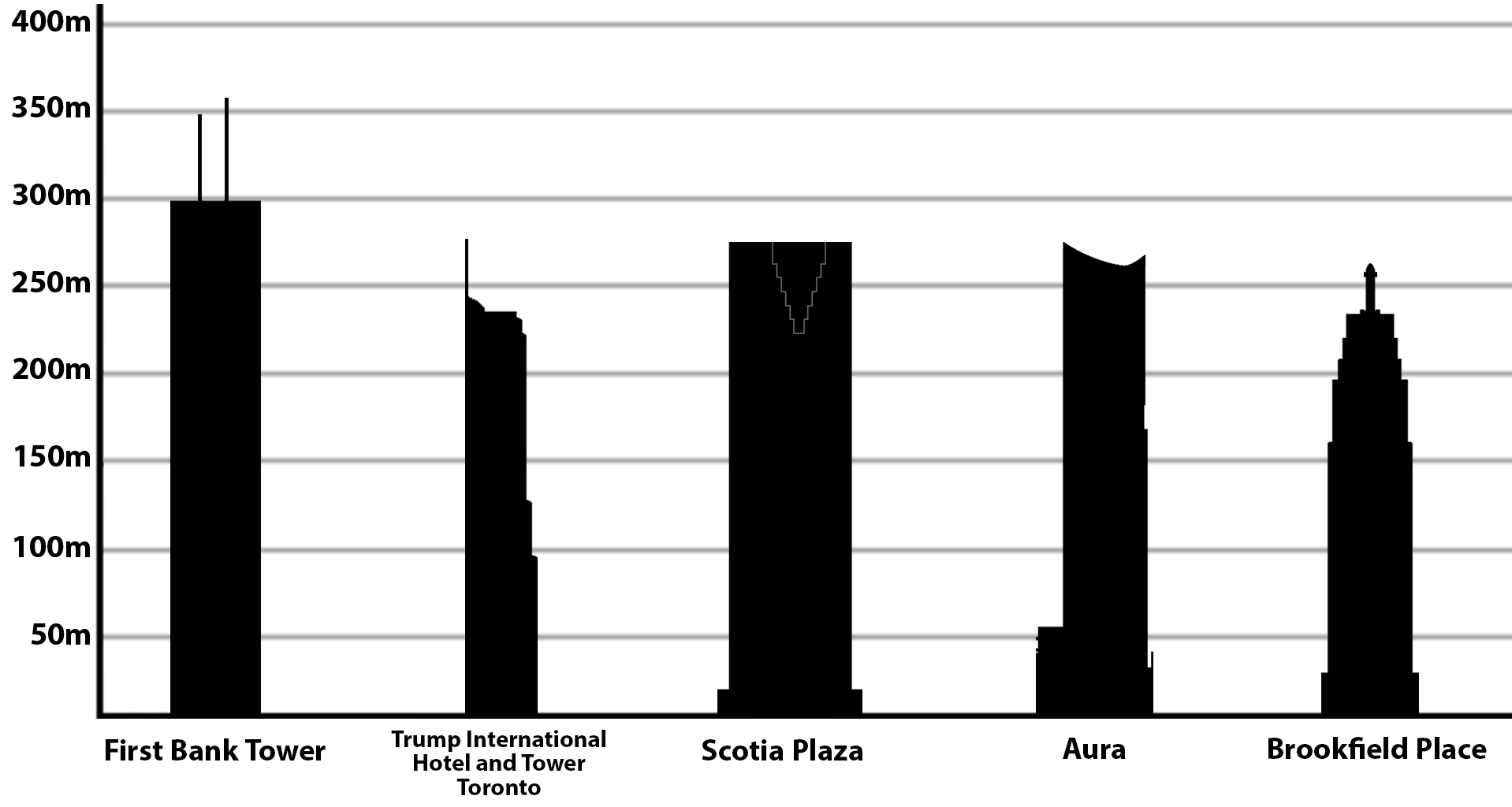
토론토에서 가장 높은 마천루다.

토론토의 마천루 목록은 캐나다 도시인 온타리오주 토론토의 마천루다. 토론토에서 가장 높은 구조물은 CN 타워로 553 미터 (1,814 ft) 높이에 있다. CN 타워는 1975년부터 2007년까지 육지에서 가장 높은 독립 구조를 가졌다. 그러나, 그것은 점령될 수 있는 연속적인 마루가 없기 때문에 일반적으로 고층 건물로 간주되지 않다. 도시에서 가장 높은 거주 가능 건물은 토론토의 금융지구에서 높이 298 m (978 ft) 높이로 1975년에 완공된 퍼스트 캐나디안 플레이스다. 또한 캐나다에서 가장 높은 마천루이기도 하다.
토론토의 마천루의 역사는 1894년에 비어드 빌딩(Beard Building)이 건설되면서 시작되었다. 이 건물은 종종 도시의 첫 번째 마천루로 간주된다. 토론토는 1920년대 후반과 1930년대 초에 첫 번째 건물 붐을 겪었으며 그 기간 동안 도시의 마천루 수가 크게 증가했다. 이 기간이 지나면 1932년에서 1964년 사이에 공사중에 큰 단조가 있었고 91.5 미터 (300 ft) 높이의 단 하나의 건물만 지어졌다.
이 도시는 1967년과 1976년 사이에 절정에 달했던 두 번째, 훨씬 더 큰 빌딩 붐을 경험했다. 이 기간에는 캐나다의 3개의 가장 높은 빌딩과 그 당시 상위 10위 중 6개의 건물이 건설되었다. 1967년에 정상에 올랐을 때, TD 타워는 세계에서 14번째로 높은 건물이었다. TD 타워는 곧 1972년에 완공될 당시 세계에서 14번째로 높은 건물인 커머스 코트 웨스트(Commerce Court West)가 뒤따랐다. 나중에 캐나다에서 가장 높은 빌딩인 캐나다 최초의 건물은 세계에서 6번째로 높은 건물이 되었다. 1970년대 중반 이후 붐의 속도는 상당히 느려졌지만 1990년대 초반까지 지속되어 도시와 캐나다의 두 번째와 세 번째로 높은 건물의 건설으로 절정에 이르렀다: 스코티아 플라자와 TD 캐나다 트러스트 타워가 있다.
이 호황 이후, 1993년부터 2004년까지 3번째로 짧은 주춤 거리를 거쳐 도시는 상위 20위까지 새 건물 1채를 추가했다. 그러나 2005년까지 이 도시의 세 번째이자 가장 큰 고층 건설 붐은 원 킹 스트리트 웨스트의 완공으로 150m / 500 ft 높이의 50개가 넘는 공사중이거나 최근에 건축된 마천루로 인해 그 이후로 계속 평온 해졌다. 200 미터가 넘는 토론토의 20개 건물 중 2000년 이전에는 단지 6개만 건설되었다.
2018년 2월 기준으로, 토론토는 200m 이상의 22개 마천루, 150 m (492 ft) 이상의 62개 마천루, 도시 전체에 걸쳐 2,586개의 마천루가 있는 사이트로 뉴욕 다음으로 북미의 모든 도시에서 두 번째로 많은 도시다. 2015년 1월 현재 토론토는 뉴욕을 제외한 북미 지역의 다른 어떤 도시보다 많은 타워를 건설 중이며 최소 91개의 마천루가 공사중에 있다.
토론토는 2010년에 여러 주요 마천루 건설 프로젝트의 현장이었으며, 이 기간 동안 공사중인 마천루 수가 대륙 1위를 차지했다. 2012년, 돔 높이가 252 m (827 ft)인 더 애들레이드 호텔 토론토(당시 트럼프 인터내셔널 호텔 앤 타워로 알려짐)가 완공과 안테나 높이는 277 미터 (908 피트)로 토론토와 캐나다 전역에서 네 번째로 큰 구조다. 2014년 말 78층에서 272 m (892 ft) 높이의 오로라가 완공되면서 캐나다에서 가장 높은 주거용 건물이다. 가장 높은 건물은 308m (1,005 ft) 높이의 더 원이다.
2015년 4월 현재 303개의 마천루가 공사중이거나 건축 제안을 받거나 시에서 승인을 받았다. 내셔널 포스트의 나탈리 알코바(Natalie Alcoba)는 이 현상을 토론토의 맨해트니제이션(맨해튼화)라고 묘사했다. 2018년 일주일 동안 토론토 시의회는 도심의 중심부에 755층의 새로운 개발 계획을 승인했다. 토론토의 스카이라인은 북쪽의 뉴마켓, 동쪽의 클링턴, 서쪽의 해밀턴, 온타리오 호수 건너편 토론토 남동쪽에 위치한 포트 나이아가라 주립 공원까지 일광이 비치는 동안 육안으로 볼 수 있고 미국 뉴욕을 볼 수 있다. CN 타워 자체는 북쪽의 베리, 동쪽의 포트 호프, 서쪽의 궬프, 버팔로다.

## 가장 높은 마천루
다음은 2019년 1월 기준으로 표준 높이 측정 기준으로 최소 150 m (492 ft)를 기록한 토론토 마천루 목록이다. 여기에는 첨탑 및 건축 세부사항이 포함되지만 안테나 마스트는 포함되지 않는다. 등급 뒤에 오는 등호 (=)는 두 개 이상의 건물 사이에서 동일한 높이를 나타낸다. "연도" 열은 건물이 완공된 연도를 나타낸다. 독립적인 관측 및 또는 원격 통신 (탑)은 거주용 건물이 아니지만 비교 목적으로 포함된다. 그러나, 그들은 순위가 없다. 그러한 타워중 하나가 CN 타워다.
| 순위 | 이름                              | 사진 | 높이 m / ft | 층수        | 연도 | 카테고리      | 비고 |
| ---- | --------------------------------- | ---- | ----------- | ----------- | ---- | ------------- | --- |
| N/A  | CN 타워                           |      | 553 / 1,815 | 147 동등함. | 1976 | 통신탑        | - 세계에서 가장 높은 독립형 콘크리트 타워 - 1975년 이래 서반구에서 가장 높은 독립 구조 - 1975년에서 2007년까지 세계에서 가장 큰 독립 구조체 - 중간층은 없지만 높이는 147층이다. - 스카이포드에 7개의 거주 가능한 층  |
| 1    | 퍼스트 캐나디안 플레이스          |      | 300 / 978   | 72          | 1976 | 상업용        | - 1975년 이래 캐나다에서 가장 높은 마천루 - 완공 당시 세계에서 8번째로 높은 마천루 - 완공시 시카고와 뉴욕 외부의 세계에서 가장 높은 마천루 - 1970년대 토론토에서 가장 높은 마천루 - 이전에 퍼스트 뱅크 타워로 알려짐 |
| 2    | 디 애들레이드 호텔 토론토         |      | 277 / 908   | 57          | 2012 | 호텔 & 주거용 | - 캐나다에서 가장 높은 혼합 사용 마천루 - 지붕까지 776 ft (237 m) - 2018년 현재 2010년 토론토에서 가장 높은 마천루 완공 - 이전에는 트럼프 인터내셔널 호텔 & 타워 토론토와 더 애들레이드 호텔로 알려짐                |
| 3    | 스코샤 플라자                     |      | 275 / 902   | 68          | 1988 | 상업용        | - 1980년대 토론토에서 가장 높은 마천루 |
| 4    | 오로라                            |      | 272 / 892   | 78          | 2014 | 주거용        | - 캐나다에서 가장 크고 가장 큰 주거용 마천루 / 콘도미니엄 |
| 5    | TD 캐나다 트러스트 타워           |      | 261 / 856   | 53          | 1990 | 상업용        | - 1990년대 토론토에서 가장 높은 마천루 |
| 6    | 원 블로어 이스트                  |      | 257 / 844   | 76          | 2017 | 주거용        | |
| 7    | 커머스 카운트 웨스트              |      | 239 / 784   | 57          | 1972 | 상업용        | |
| 8    | 하버 플라자 레지던스 이스트       |      | 237 / 778   | 67          | 2017 | 주거용        | |
| 9    | ICE 이스트 (ICE 2)                |      | 234 / 768   | 67          | 2015 | 주거용        | |
| 10   | 하버 플라자 레지던스 웨스트       |      | 228 / 748   | 63          | 2017 | 주거용        | |
| 11   | 텐 욕                             |      | 224 / 735   | 65          | 2018 | 주거용        | |
| 12   | 토론토- 도미니언 타워             |      | 223 / 731   | 56          | 1967 | 상업용        | - 1960년대 토론토에서 가장 높은 마천루 |
| 13   | 베이 애들레이드 센터 웨스트 타워  |      | 218 / 715   | 51          | 2009 | 상업용        | - 2000년대 토론토에서 가장 높은 마천루 |
| 14   | 샹그릴라 토론토                   |      | 215 / 705   | 66          | 2012 | 호텔 & 주거용 | - 66층 (기계식 포함) |
| 15   | 리츠칼튼 토론토                   |      | 210 / 689   | 53          | 2011 | 호텔 & 주거용 | |
| 16   | 베이 웰링턴 타워                  |      | 208 / 682   | 49          | 1991 | 상업용        | |
| 17   | 더 L 타워                         |      | 205 / 672   | 58          | 2016 | 주거용        | |
| 18=  | 88 스콧                           |      | 204 / 669   | 58          | 2017 | 주거용        | |
| 18=  | 포 시즌스 호텔 앤 레지던스 웨스트 |      | 204 / 669   | 55          | 2012 | 호텔 & 주거용 | - 55층 (기계식 포함) |
| 20   | ICE 웨스트 (ICE 1)                |      | 202 / 663   | 57          | 2014 | 주거용        | |
| 21   | YC 콘도                           |      | 198 / 650   | 62          | 2018 | 주거용        | |
| 22   | E 콘도즈 타워 1                   |      | 196 / 643   | 58          | 2018 | 주거용        | |
| 23   | 베이 애들레이드 센터 이스트 타워  |      | 190 / 623   | 44          | 2016 | 상업용        | |
| 24   | EY 타워                           |      | 188 / 617   | 40          | 2017 | 상업용        | |
| 25=  | 카사 2                            |      | 185 / 607   | 56          | 2016 | 주거용        | |
| 25=  | RBC 센터                          |      | 185 / 607   | 42          | 2009 | 상업용        | |
| 27   | U 콘도미니엄 2                    |      | 184 / 604   | 56          | 2016 | 주거용        | |
| 28   | 로얄 트러스트 타워                |      | 183 / 600   | 46          | 1969 | 상업용        | |
| 29   | 메이플 리프 스퀘어 노스 타워      |      | 181 / 594   | 54          | 2010 | 호텔 & 주거용 | |
| 30=  | 카사 3                            |      | 180 / 591   | 55          | 2018 | 주거용        | |
| 30=  | 로얄 뱅크 플라자 사우스           |      | 180 / 591   | 40          | 1979 | 상업용        | |
| 32   | INDX 타워                         |      | 179 / 587   | 54          | 2016 | 주거용        | |
| 33   | 원 킹 웨스트 호텔 & 레지던스      |      | 176 / 578   | 51          | 2005 | 호텔 & 주거용 | - 2000년 토론토에서 가장 높은 높이의 주거용 마천루 완공 |
| 34   | 석세스 타워 1                     |      | 173 / 567   | 55          | 2009 | 주거용        | |
| 35   | 메이플 리프 스퀘어 사우스 타워    |      | 171 / 561   | 50          | 2010 | 주거용        | |
| 36   | 헐마크 센터, 노스                 |      | 168 / 551   | 45          | 2014 | 주거용        | - 노스 요크에서 가장 높은 마천루 - 도심지 이외의 토론토에서 가장 높은 마천루 |
| 37=  | 44 찰스 스트리트 웨스트           |      | 166 / 545   | 51          | 1972 | 주거용        | |
| 37=  | 더 셀비                           |      | 166 / 545   | 50          | 2018 | 주거용        | |
| 37=  | 카르마 콘도                       |      | 166 / 545   | 50          | 2016 | 주거용        | |
| 40   | 퀀텀 2                            |      | 165 / 541   | 54          | 2008 | 주거용        | |
| 41=  | 레지던스 오브 칼리지 파크 노스    |      | 163 / 535   | 51          | 2006 | 주거용        | |
| 41=  | 부라노                            |      | 163 / 535   | 50          | 2012 | 주거용        | |
| 41=  | 원 욕 스트리트                    |      | 163 / 535   | 35          | 2016 | 상업용        | |
| 44=  | 석세스 타워 2                     |      | 162 / 531   | 52          | 2011 | 주거용        | |
| 44=  | 라고 앗 더 워터프론트             |      | 162 / 531   | 50          | 2016 | 주거용        | |
| 46=  | X2                                |      | 161 / 528   | 49          | 2015 | 주거용        | |
| 46=  | 파이브                            |      | 161 / 528   | 48          | 2016 | 주거용        | |
| 48=  | 더 업타운 레지던스                |      | 160 / 524   | 48          | 2011 | 주거용        | |
| 48=  | 델타 토론토 호텔                  |      | 160 / 524   | 47          | 2014 | 호텔          | |
| 50=  | 그리드 콘도                       |      | 158 / 518   | 50          | 2018 | 주거용        | |
| 50=  | 쓰리 헌드레드                     |      | 158 / 518   | 49          | 2014 | 주거용        | |
| 52=  | 씨어터 파크                       |      | 157 / 515   | 47          | 2015 | 주거용        | |
| 52=  | 페스티벌 타워                     |      | 157 / 515   | 42          | 2011 | 주거용        | |
| 54   | 87 피터 (노어 콘도미니엄)         |      | 156 / 512   | 49          | 2018 | 주거용        | |
| 55=  | U 콘도미니엄                      |      | 154 / 505   | 46          | 2015 | 주거용        | |
| 55=  | TD 워터하우스 타워                |      | 154 / 505   | 39          | 1985 | 상업용        | |
| 57=  | 웨스트 원                         |      | 153 / 503   | 49          | 2007 | 주거용        | |
| 57=  | 35 마리너                         |      | 153 / 503   | 49          | 2005 | 주거용        | |
| 57=  | 웨스트레이크 빌리지 1             |      | 153 / 502   | 48          | 2015 | 주거용        | |
| 57=  | 몽타주                            |      | 153 / 502   | 48          | 2009 | 주거용        | |

## 피나클 높이로 가장 높은 마천루와 구조물
이 목록은 토론토의 마천루 및 라디오 마스트 및 안테나가 포함된 피나클 높이를 기준으로 한 기타 구조물의 순위를 매긴다. 건축 기능과 첨탑은 주관적으로 간주될 수 있으므로 일부 마천루 애호가는 이 측정 방법을 선호한다. 비교를 위해 건물 높이에 안테나가 포함되지 않은 표준 건축 높이 측정이 포함된다.
| 순위 | 이름                        | 피나클 높이 m / ft | 표준 높이 m / ft | 완공된 연도 | 비고   |
| ---- | --------------------------- | ------------------ | ---------------- | ----------- | ------ |
| 1    | CN 타워                     | 553 / 1,815        | 457 / 1,499      | 1976        | [ 14 ] |
| 2    | 퍼스크 캐나디안 플레이스    | 355 / 1,165        | 300 / 978        | 1975        | [ 15 ] |
| 3    | 커머스 카운트 웨스트        | 287 / 942          | 239 / 784        | 1972        | [ 16 ] |
| 4    | 더 세인드 레지스 토론토     | 277 / 908          | 277 / 908        | 2012        | [ 8 ]  |
| 5    | 스코티아 플라자             | 275 / 902          | 275 / 902        | 1988        | [ 17 ] |
| 6    | 오로라                      | 272 / 892          | 272 / 892        | 2014        |        |
| 7    | TD 캐나다 트러스트 타워     | 263 / 862          | 227 / 745        | 1992        | [ 18 ] |
| 8    | 원 블로어                   | 257 / 844          | 257 / 844        | 2017        |        |
| 9    | 하버 플라자 레지던스 이스트 | 238 / 781          | 238 / 781        | 2017        |        |
| 10   | ICE 이스트 (ICE 2)          | 234 / 768          | 234 / 768        | 2015        |        |
| 11   | 하버 플라자 레지던스 웨스트 | 228 / 748          | 228 / 748        | 2017        |        |
| 12   | 토론토 도미니언 뱅크 타워   | 223 / 732          | 223 / 732        | 1969        | [ 19 ] |
| 13   | 베이 애들레이드 센터        | 218 / 715          | 218 / 715        | 2009        |        |
| 14   | 샹그릴라 토론토             | 214 / 702          | 214 /702         | 2012        |        |
| 15   | 리츠칼튼 토론토             | 210 / 688          | 210 / 688        | 2011        | [ 20 ] |
| 16   | 베이 웰링턴 타워            | 208 / 682          | 208 / 682        | 1992        | [ 21 ] |
| 17   | L 타워                      | 205 / 672          | 205 / 672        | 2016        |        |
| 18   | 포 시즌스 호텔 앤 레지던스  | 204 / 669          | 204 / 669        | 2012        |        |
| 19   | 88 스콧                     | 204 / 669          | 204 / 669        | 2017        |        |
| 20   | ICE 웨스트 (ICE 1)          | 202 / 663          | 202 / 663        | 2015        |        |

## 가장 높은 공사중
다음은 토론토에서 공사중이며 2019년 1월 기준으로 적어도 150 m (492 ft) 인상될 예정인 마천루 목록이다.
| 순위 | 이름                                   | 높이 m / ft  | 층수 | 연도 | 비고 |
| ---- | -------------------------------------- | ------------ | ---- | ---- | --- |
| 1    | 더 원                                  | 306.3 / 1005 | 83   | 2022 | 일단 완공되면, 그것은 퍼스트 캐나디안 플레이스를 능가할 것이다. — 캐나다에서 현재 가장 높은 마천루이며 캐나다 최초의 초고층 마천루가 되었다. 건설은 2017년 10월 5일 착공식에서 공식적으로 시작되었다. |
| 2    | CIBC 스퀘어 2                          | 237.8 / 780  | 49   | 2020 | 건설은 2017년 6월 21일에 기공식에서 공식적으로 시작되었다. |
| 3    | 슈가 워프 콘도미니엄, 타워 D           | 230.2 / 755  | 70   | 2022 | |
| 4    | 스카이 타워 오드 솔레이                | 228.2 / 749  | 66   | 2019 | 완공 시 — 중앙 비즈니스 지구 밖의 캐나다에서 가장 높은 마천루다. |
| 5    | 슈가 워프 콘도미니엄, 타워 E           | 218.4 / 717  | 64   | 2022 | |
| 6    | 더 프레스티지                          | 216.2 / 709  | 65   | 2022 | 토론토 스타 빌딩 부지에 원 욘게 개발 부분 |
| 7    | 매시 타워                              | 208.3 / 683  | 60   | 2019 | |
| 8    | 더 레지던스 오브 488 유니버시티 애비뉴 | 207 / 679    | 55   | 2019 | |
| 9    | E 콘도 사우스                          | 195.7 / 642  | 55   | 2019 | |
| 10   | 웰즐리 온 더 파크                      | 194.2 / 637  | 60   | 2019 | |
| 11   | 2221 욘게 콘도                         | 192.5 / 632  | 58   | 2019 | |
| 12   | 19 던컨                                | 186.5 / 612  | 58   | 2022 | |
| 13   | 1 욕빌                                 | 183.2 / 601  | 58   | 2019 | |
| 14   | 오드 솔레이 워터 타워                  | 180.8 / 593  | 49   | 2019 | |
| 15   | 더 로즈데일 온 블로어                  | 179 / 587    | 52   | 2021 | |
| 16   | 비타 온 더 레이크                      | 177.1 / 581  | 53   | 2021 | |
| 17   | 더 웰, 오피스 타워                     | 173.9 / 571  | 36   | 2020 | |
| 18   | 더 셀비 콘도                           | 170.6 / 560  | 49   | 2019 | |
| 19   | 테라하우스 501 욘게 콘도미니엄         | 170 / 558    | 52   | 2019 | |
| 20   | 라이트하우스 타워 콘도미니엄           | 170 / 558    | 52   | 2019 | |
| 21   | 그리드 콘도                            | 157 / 515    | 50   | 2019 | |
| 22   | 16 욕                                  | 157 / 515    | 31   | 2020 | 2017년 7월 1일에 건설이 시작되었다. |
| 23   | 던다스 스퀘어 가든                     | 156 / 512    | 48   | 2019 | |
| 24   | PJ 콘도                                | 155.8 / 511  | 50   | 2019 | |
| 25   | 킹 블루 by 그린랜드 노스 타워          | 155.8 / 511  | 48   | 2019 | |
| 26   | 욘게 & 리치 콘도미니엄                 | 154 / 505    | 45   | 2019 | |
| 27   | 더 웰 콘도미니엄, 타워 1               | 153.4 / 503  | 44   | 2020 | |

## 가장 높은 마천루의 타임라인
토론토에서 가장 높은 마천루라는 제목을 한 번 지었던 마천루 목록이다.
| 이름                      | 거리 주소                   | 가장 긴 연도 | 높이 m / ft | 층수 | 각주   | 사진 |
| ------------------------- | --------------------------- | ------------ | ----------- | ---- | ------ | ---- |
| 비어드 빌딩               | 163 킹 스트리트 이스트      | 1894–1896    | 30 / 98     | 7    | [ 3 ]  |      |
| 템플 빌딩                 | 62 리치몬드 스트리트 웨스트 | 1896–1906    | 40 / 131    | 10   | [ 23 ] |      |
| 트레이더스 뱅크 빌딩      | 67 욘게 스트리트            | 1906–1912    | 60 / 197    | 15   | [ 24 ] |      |
| 캐나디안 퍼시픽 빌딩      | 69 욘게 스트리트            | 1912–1915    | 65 / 213    | 15   | [ 25 ] |      |
| 로얄 뱅크 빌딩            | 2 킹 스트리트 이스트        | 1915–1928    | 89 / 295    | 20   | [ 26 ] |      |
| 스털링 타워               | 372 베이 스트리트           | 1928–1929    | 90 / 313    | 21   | [ 27 ] |      |
| 로얄 욕 호텔              | 100 프론트 스트리트 웨스트  | 1929–1931    | 124 / 407   | 28   | [ 28 ] |      |
| 커머스 카운트 노스        | 25 킹 스트리트 웨스트       | 1931–1967    | 145 / 476   | 34   | [ 29 ] |      |
| 토론토 도미니언 뱅크 타워 | 66 웰링턴 스트리트 웨스트   | 1967–1972    | 223 / 731   | 56   | [ 30 ] |      |
| 커머스 카운트 웨스트      | 199 베이 스트리트           | 1972–1975    | 239 / 784   | 57   | [ 31 ] |      |
| 퍼스트 캐나디안 플레이스  | 100 킹 스트리트 웨스트      | 1975–현재    | 298 / 978   | 72   | [ 2 ]  |      |

## 같이 보기
- 캐나다의 마천루 목록
- 오타와-가티노의 마천루 목록
- 해밀턴 (온타리오주)의 마천루 목록
- 미시소가의 마천루 목록
- 나이아가라 폭포 (온타리오주)의 마천루 목록
- 런던 (온타리오주)의 마천루 목록
- 윈저 (온타리오주)의 마천루 목록
- 토론토의 건축
- 이튼 / 존 메리언 타워
- 맨해트니제이션
- 우르반토론토